# Кападзе, Тахир Вейсалович
Тахир Вейсалович Кападзе (узб. Tohir Veysalovich Kapadze; 10 мая 1955 года) — советский и узбекистанский тренер.
В молодости играл за клубы Узбекской ССР, которые выступали в различных по уровню лигах чемпионата СССР. В 1970-х годах стал тренером. Был одним из тренеров кокандского «Темирйулчи» и кувасайского «Цементчи». В 1991 году являлся начальником команды «Автомобилчи». Также был тренером в различных клубах Узбекистана.
Работал в Федерации футбола Узбекистана. В 2011 году после того как главным тренером олимпийской сборной Узбекистана был назначен Вадим Абрамов, Марат Мифтахутдинов и Тахир Кападзе стали одним из его помощников. В 2013 году был назначен главным тренером вернувшегося в высшую лигу чемпионата Узбекистана клуба «Коканд 1912». Проработал в «Коканде 1912» до 2014 года. С 2015 года работал в ферганском «Нефтчи».
Сыновья Тимур, Денис и Камранбей также футболисты.